# Arogno
Arogno je obec ve švýcarském kantonu Ticino. Žije zde přibližně 1 000 obyvatel. Leží na břehu Luganského jezera, asi 6 kilometrů jihovýchodně od Lugana.

## Geografie

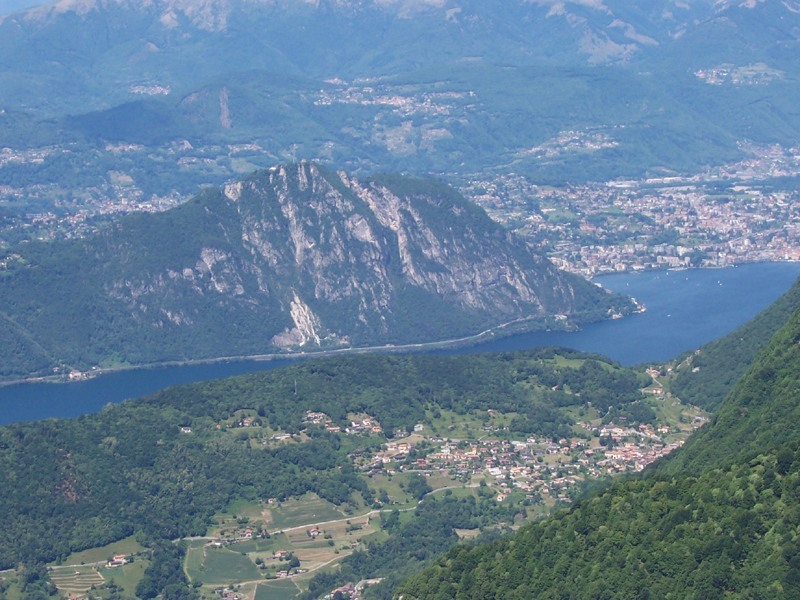
Pohled na masiv Monte San Salvatore; Arogno vpravo dole

Obec leží na úpatí hory Sighignola, jejíž vrchol se nachází na italském území. Arogno sousedí s italskou obcí a exklávou Campione d'Italia na břehu Luganského jezera.
Dalšími sousedními obcemi jsou Bissone a Val Mara ve Švýcarsku a Alta Valle Intelvi v Itálii.

## Historie
Oblast je osídlena již od konce starověku. Díky své strategické poloze na tranzitní ose mezi jurisdikcí Seprio a Isolou Comacinou se Arogno v období Longobardů vyvinulo v důležitou opevněnou posádku. V roce 859 je zde jako vlastník statků uváděn milánský klášter Sant'Ambrogio.
Na konci roku 1797 vznikl mezi Arognem a italskou enklávou Campione spor o územní hranice, který byl ukončen až 5. října 1861 po dlouhých jednáních mezi švýcarskými, lombardskými a italskými úřady smírnou dohodou. Dne 24. února 1798 se Arogno připojilo k tehdy vyhlášené republice Pieve di Riva San Vitale u Arogna. Farní kostel Santo Stefano (původně San Nicolao, zmiňovaný v roce 810) se 5. března 1581 odtrhl od Rivy San Vitale a vytvořil samostatnou farnost.
Obec, která se živila především zemědělstvím a chovem dobytka, příjmy z občasného vystěhovalectví (stavitelé i stavební dělníci) a krátce i z těžby uhlí, získala významné hospodářské impulsy otevřením dvou továren na výrobu hodin a hodinek (1873, 1888). Po celá desetiletí to byly nejvýznamnější průmyslové podniky v Ticinu v tomto odvětví.

## Obyvatelstvo
| Rok            | 1670 | 1850 | 1900 | 1902 | 1950 | 1990 | 2000 | 2005 | 2010 | 2011 | 2012 | 2014 | 2018 |
| Počet obyvatel | 478  | 756  | 1075 | 1268 | 820  | 820  | 954  | 969  | 953  | 954  | 948  | 1010 | 982  |

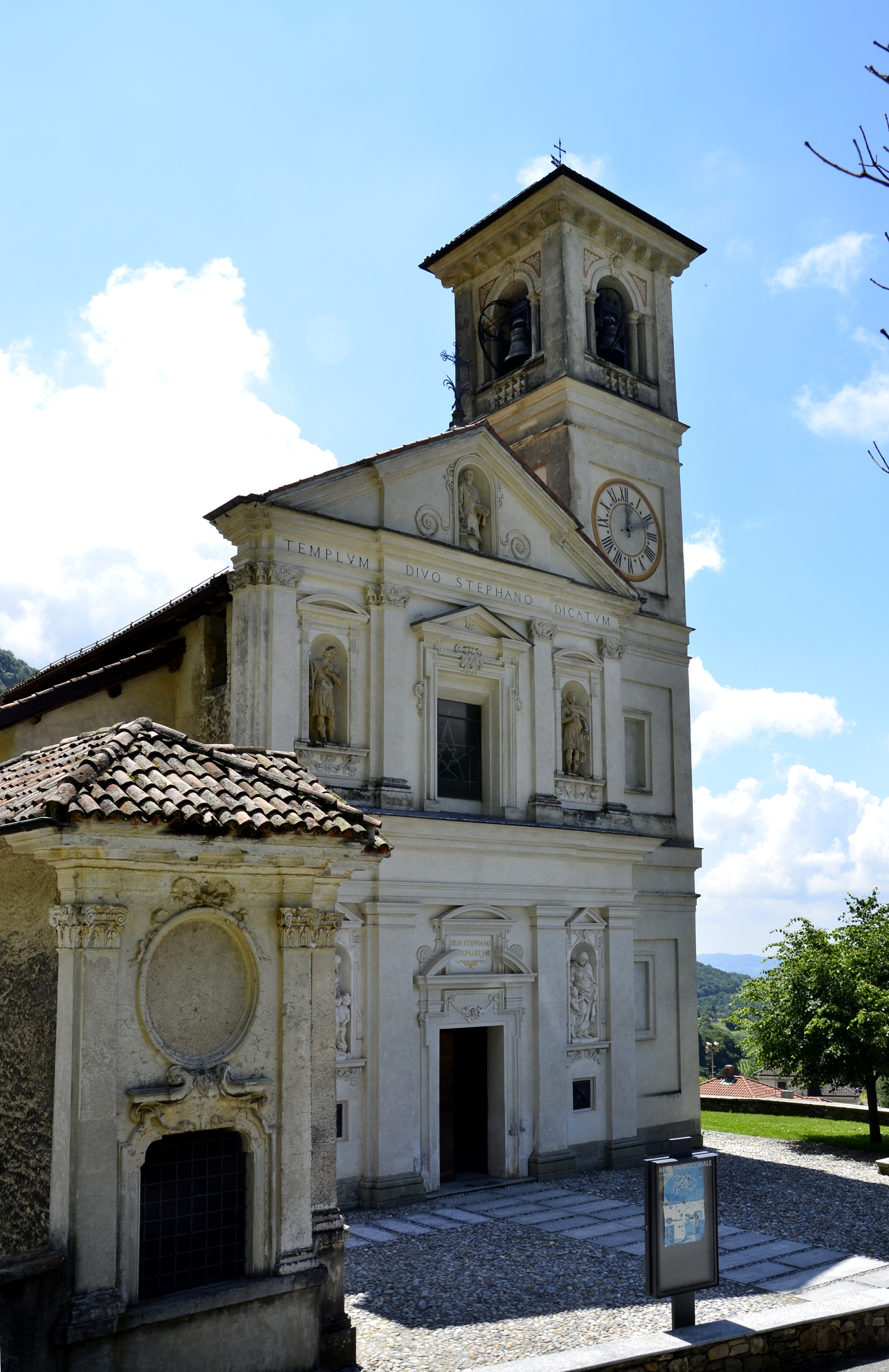
Kostel Santo Stefano

Obec se nachází v jižní části kantonu Ticino, která je jednou z italsky mluvících oblastí Švýcarska. Převážná většina obyvatel obce tak hovoří italsky.

## Doprava
Silniční spojení do obce zajišťují pouze regionální silnice nižších tříd; nejbližší dálniční spojení představuje dálnice A2 (Basilej – Lucern – Gotthard – Lugano – Chiasso) se sjezdem v Bissone.
Na území obce se nenachází žádná železnice; nejbližší železniční stanice se nachází v Melide nebo Maroggia-Melano na Gotthardské dráze.

## Osobnosti
- Baldassare Maggi (1550–1619?), italský architekt a stavitel, známý svými pracemi i v Čechách, pocházel z Arogna
- Andrea Spezza (1580–1628), italský architekt a stavitel, pocházel z Arogna